# Solenastrea
Genre
Solenastrea est un genre de scléractiniaires (coraux durs). Bien que parfois assigné à la famille des Faviidae, ce genre est actuellement considéré comme de position incertaine au sein de l'arbre phylogénique des coraux durs .

## Liste des espèces
Le genre Solenastrea comprend les espèces suivantes :
| Selon World Register of Marine Species (24 juillet 2015) : - Solenastrea bournoni Milne Edwards & Haime, 1849 - Solenastrea hyades (Dana, 1846) | Selon ITIS (24 juillet 2015) : - Solenastrea bournoni Milne-Edwards & Haime, 1850 - Solenastrea hyades (Dana, 1846) |

Selon Paleobiology Database (24 juillet 2015) :
- Solenastrea anomala
- Solenastrea bournoni
- Solenastrea densa
- Solenastrea desmoulinsi
- Solenastrea fairbanksi
- Solenastrea hyades
- Solenastrea pleiades
- Solenastrea romettensis
- Solenastrea schafferi
- Solenastrea semarangensis
- Solenastrea tizeroutinensis
- Solenastrea uananensis